# NGC 2430
NGC 2430 é um asterismo na direção da constelação de Puppis. O objeto foi descoberto pelo astrônomo William Herschel em 1785, usando um telescópio refletor com abertura de 18,6 polegadas. 